# Tomáš Pöpperle
Tomáš Pöpperle (né le 10 octobre 1984 à Broumov en Tchécoslovaquie) est un joueur professionnel tchèque de hockey sur glace. Il évolue au poste de gardien de but.

## Biographie

### Carrière de joueur
Formé au HC Sparta Prague, il joue son premier match avec l'équipe première dans l'Extraliga en 2004. Il est choisi lors du repêchage d'entrée dans la LNH 2004 au cinquième tour, en cent-trente-et-unième place au total par les Blue Jackets de Columbus. Il remporte la DEL 2006 avec les Eisbären Berlin. Il part alors en Amérique du Nord. Il est assigné par les Blue Jackets au Crunch de Syracuse dans la Ligue américaine de hockey. Le 2 février 2007, il joue le premier de ses deux matchs dans la Ligue nationale de hockey face aux Ducks d'Anaheim. Il revient en Europe en 2008.

### Carrière internationale
Il représente l'équipe de République tchèque au niveau international. Il a participé aux sélections jeunes. Il est membre de l'équipe médaillée d'argent au championnat du monde 2006.

## Trophées et honneurs personnels

### Extraliga
- 2005 : meilleur pourcentage d'arrêts.
- 2005 : meilleur moyenne de buts alloués.
- 2005 : nommé recrue de la saison.
- 2011 : meilleur moyenne de buts alloués.
- 2012 : meilleur pourcentage d'arrêts.
- 2012 : meilleur moyenne de buts alloués.